# Urangaua
Urangaua is een kevergeslacht uit de familie van de boktorren (Cerambycidae). De wetenschappelijke naam van het geslacht werd voor het eerst geldig gepubliceerd in 2008 door Martins & Galileo.

## Soorten
Urangaua omvat de volgende soorten:
- Urangaua analis (Melzer, 1935)
- Urangaua subanalis (Zajciw, 1964)